# Kay稲毛
Kay稲毛（ケイいなげ、1967年7月7日 - ）は、日本の男性声優、ラジオDJ。
香川県出身。血液型はO型。ボズアトール所属。以前は大阪テレビタレントビューロー（TTB）、キャラに所属していた。
主な活動は、パチンコに詳しいためパチンコ番組の実況、ナレーター。ラジオDJとしてはe-radioでの活動が多く、1998年頃から勤めている。
旧名は稲毛 一弘（いなげ かずひろ）。

## 主な出演作品
※太字はメインキャラクター。

### テレビ
- テレビ愛知 「芸能人パチンコバトル　P・リーグ」
- テレビ大阪 「芸能人パチンコ王座決定戦　P-1グランプリ」

### ラジオ
- e-radio 「ラジオマガジン プレイランド・シガ」　（金曜15:00〜19:55）

### CM
- エースコック
- NTT西日本
- パナソニック乾電池
- ヤマハエレクトーン

### ゲーム
- 龍虎の拳シリーズ（ロバート・ガルシア、リー・パイロン、ミッキー・ロジャース（※リーとミッキーの声は『龍虎の拳2』）
- ザ・キング・オブ・ファイターズシリーズ（ロバート・ガルシア、ラッキー・グローバー、溝口誠）
- サムライスピリッツシリーズ（ガルフォード、千両狂死郎、タムタム）
- ネオジオバトルコロシアム（ロバート・ガルシア）

### その他
- モーニング娘。ライブ用VTR